# Automotrice Mat '36
Materieel 1936
Les automotrices Mat '36 (materieel 1936) des Nederlandse Spoorwegen sont une série d'automotrices électriques comptant 53 rames doubles et 37 rames triples mises en service de 1937 à 1938.
Les El2 puis El3 sont des rames légères avec châssis court dont les voitures partagent un bogie commun tandis que les ElD3 puis ElD4 ont des châssis longs et deux bogies par véhicule.
Ces rames aérodynamiques à l'avant fuselé font suite aux rames diesel de 1934 (Mat '34) et aux huit automotrices doubles de 1935 (Mat '35). Les générations suivantes (Mat '40 et Mat '46) conserveront l'aspect arrondi des cabines de conduite mais avec un pare-brise plus grand.
Les Mat '36 rescapées de la Seconde Guerre mondiale sont radiées dans les années 1960. La 252 (El2) est préservée en état d'origine.

## Histoire

### Genèse
Au début des années 1930, les chemins de fer néerlandais (NS) — qui ne sont pas encore une compagnie ferroviaire mais l’appellation donnée au partenariat des exploitants ferroviaires des Pays-Bas — exploitent deux séries de rames électriques :
- les automotrices et remorques à caisse en bois construites à partir de 1908 par la Compagnie du chemin de fer électrique du Sud de la Hollande (nl) pour circuler sur la Ligne de Rotterdam-Hofplein à Scheveningen (nl), via la La Haye, construites pour fonctionner au courant alternatif 10 kV et transformées en 1926 pour le courant continu.
- les automotrices et remorques Mat '24 « Blokkendoos » à caisse en acier riveté, utilisées notamment sur les lignes Amsterdam - Rotterdam, Haarlem - Ijmuiden et Amsterdam - Den Helder au fur et à mesure que l'électrification progresse.

Ces deux séries sont utilisées en formant des rames comprenant un certain nombre de remorques avec ou sans poste de conduite et une ou plusieurs motrices, également capables de circuler en solo lorsqu'elles disposent d'une cabine à chaque extrémité. L'attelage de type conventionnel est compatible avec les voitures ordinaires et wagons de marchandises, solution avantageuse pour les trains postaux mais qui pénalise le temps de parcours en cas de recomposition ou de scission de la rame. La construction robuste de la caisse et du châssis des Mat '24 garantit une résistance aux collisions mais décroit le rapport poids-puissance tandis que les aménagements intérieurs à banquettes de bois en troisième classe sont directement hérités du siècle dernier. Lorsque la décision est prise de poursuivre la modernisation et l'électrification du réseau pour réduire les besoins en charbon  le nouveau matériel appelé à circuler sur ces lignes et à épauler les Blokkendoos se doit d'avoir une allure résolument moderne.

### Mise au point
Les ingénieurs néerlandais s’inspirent des fameux autorails articulés Fliegender Hamburger (de) (Hambourgeois volant) des chemins de fer allemands apparus en 1932 pour la conception de leur nouvelle génération de trains automoteurs, débutant par la série des 40 rames triples « Dieseldrie » livrées en 1934.

Les automotrices électriques de 1935 et 1936-38 reprennent le même design pour les cabines de conduite, lescontours de fenêtres, sièges, bogies , etc. L'attelage automatique est de type Schraefenberg et des bogies Jacobs dont le pivot se trouve au niveau de l'intercirculation entre deux voitures sont utilisés, sauf sur les Mat '36 lourdes. La caisse est en acier soudé, les intérieurs en matériaux légers avec banquettes rembourrées en troisième classe. Elles sont équipées de freins à disque particulièrement efficaces qui auront tendance à endommager les roues en service. Contrairement aux séries précédentes, les portes battantes sont remplacées par des portes coulissantes légèrement plus grandes de deux vantaux à fermeture pneumatique et les ouvrants de fenêtre coulissants font place à des panneaux pivotant vers l'intérieur. 

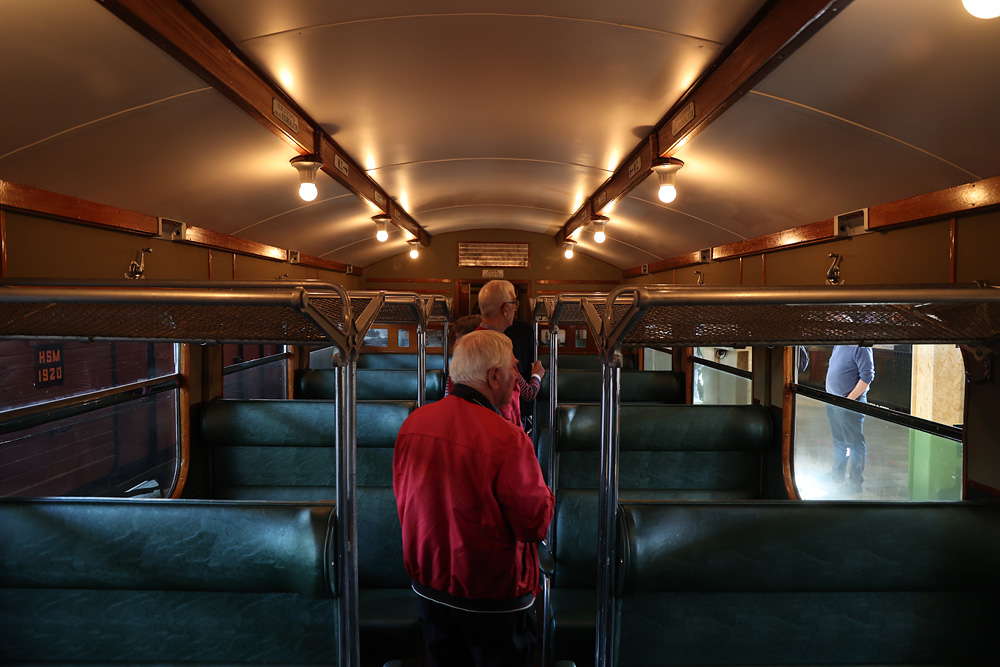
Intérieur de la rame 252 (2023).

L'esthétique générale est en phase avec les tendances de l'époque : mouvement Streamline et Art déco.
L'usine Werkspoor (en) d'Utrecht est chargée de la construction des rames courtes tandis que les motrices longues sortent de l'usine Beijnes (en) de Haarlem et leurs remorques de l'usine Allan (nl) à Rotterdam.
Les rames doubles (série 210) de longueur similaire aux huit rames de 1935 sont composées comme suit :
- Une motrice Ck de troisième classe avec un petit compartiment à bagages d'une tonne empiétant sur la cabine de conduite et deux plateformes d'1,20 m encadrant deux salles de 32 places disposées de part et d'autre d'un vestibule de 2,40 m doté de grandes portes ;
- Une motrice BDk avec une cabine de conduite, une salle de 24 places de deuxième classe, un double vestibule avec deux toilettes disposées entre les jeux de portes, une salle de 32 places de troisième classe et une petite plateforme.

Les rames triples (série 600) ont la composition suivante :
- Une motrice CDk avec une cabine, un compartiment à bagages d'une capacité de 2,5 t avec espace postal et compartiments de service et, encadrée par deux petits vestibules, une salle de 64 places divisée en deux par une cloison ;
- Une remorque Ce, munie d'un pantographe de secours[4], avec un petit vestibule à chaque extrémité, deux salles de 40 places et un double vestibule avec deux toilettes au centre ;
- Une motrice Bk avec une cabine de conduite, une salle de 24 places de deuxième classe, un double vestibule contenant en son centre une toilette et un compartiment cuisine, suivi par une section à couloir latéral pourvue de quatre compartiments de deuxième classe de 6 places chacune et un petit vestibule.

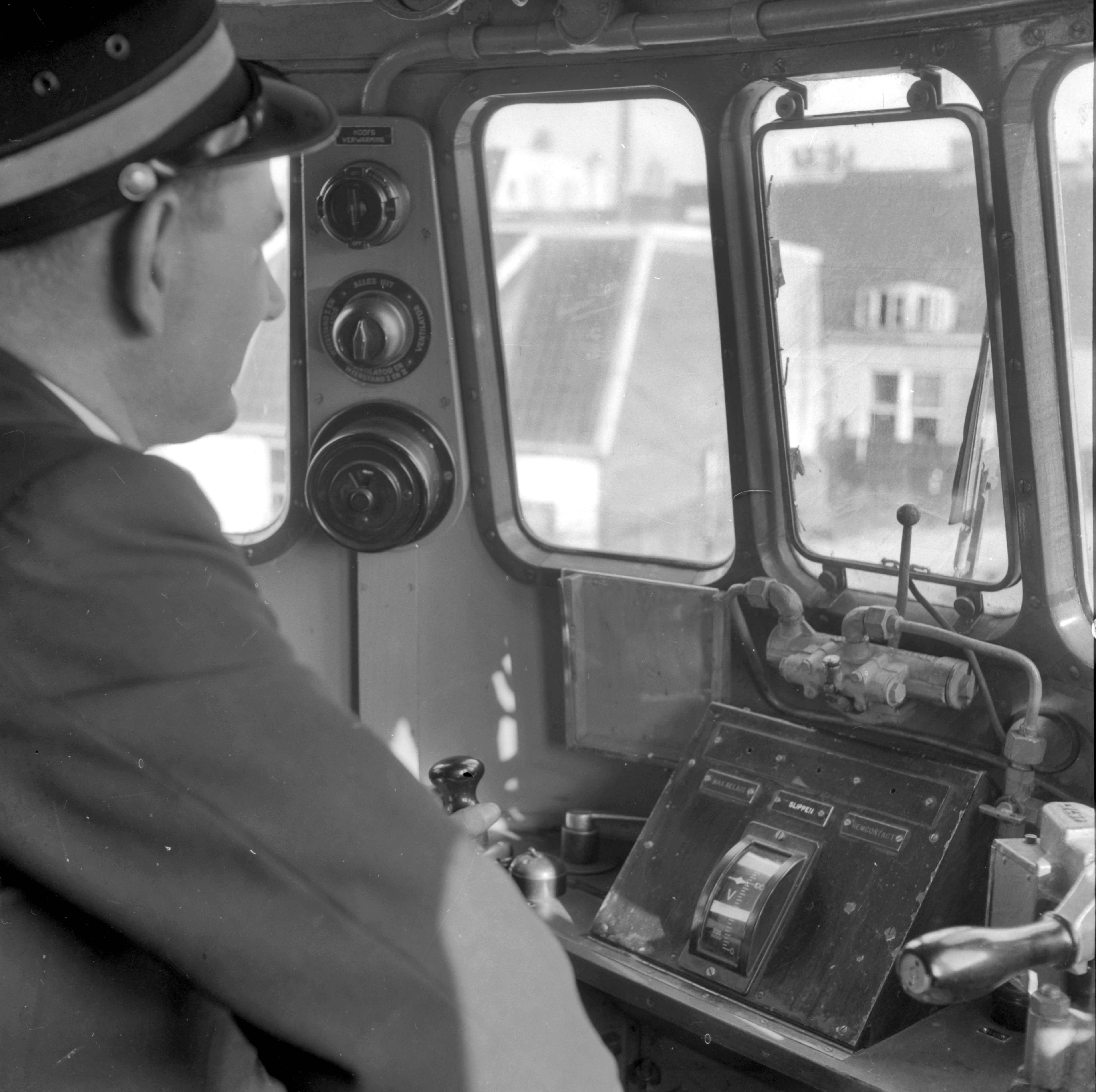
Poste de conduite.
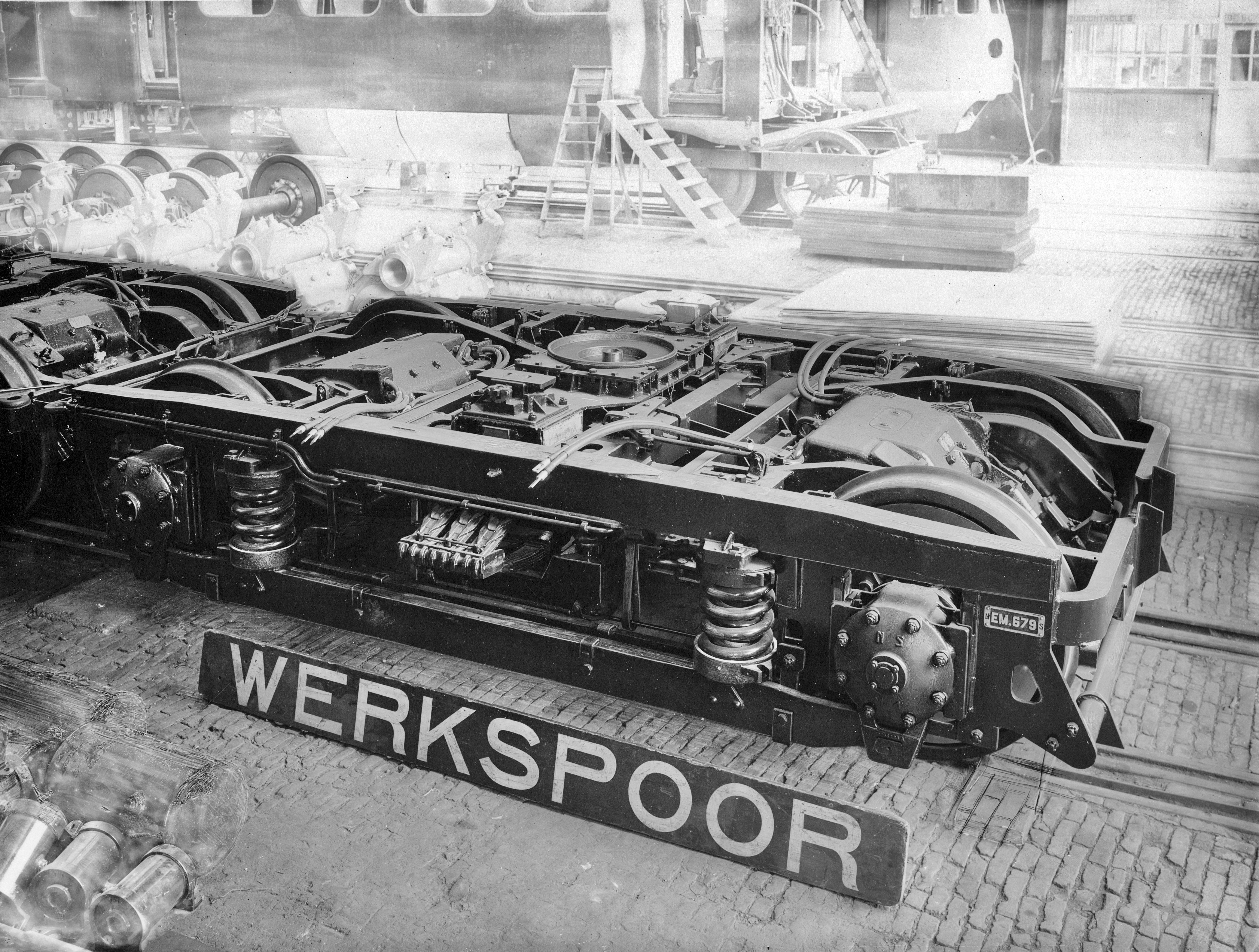
Bogie moteur.
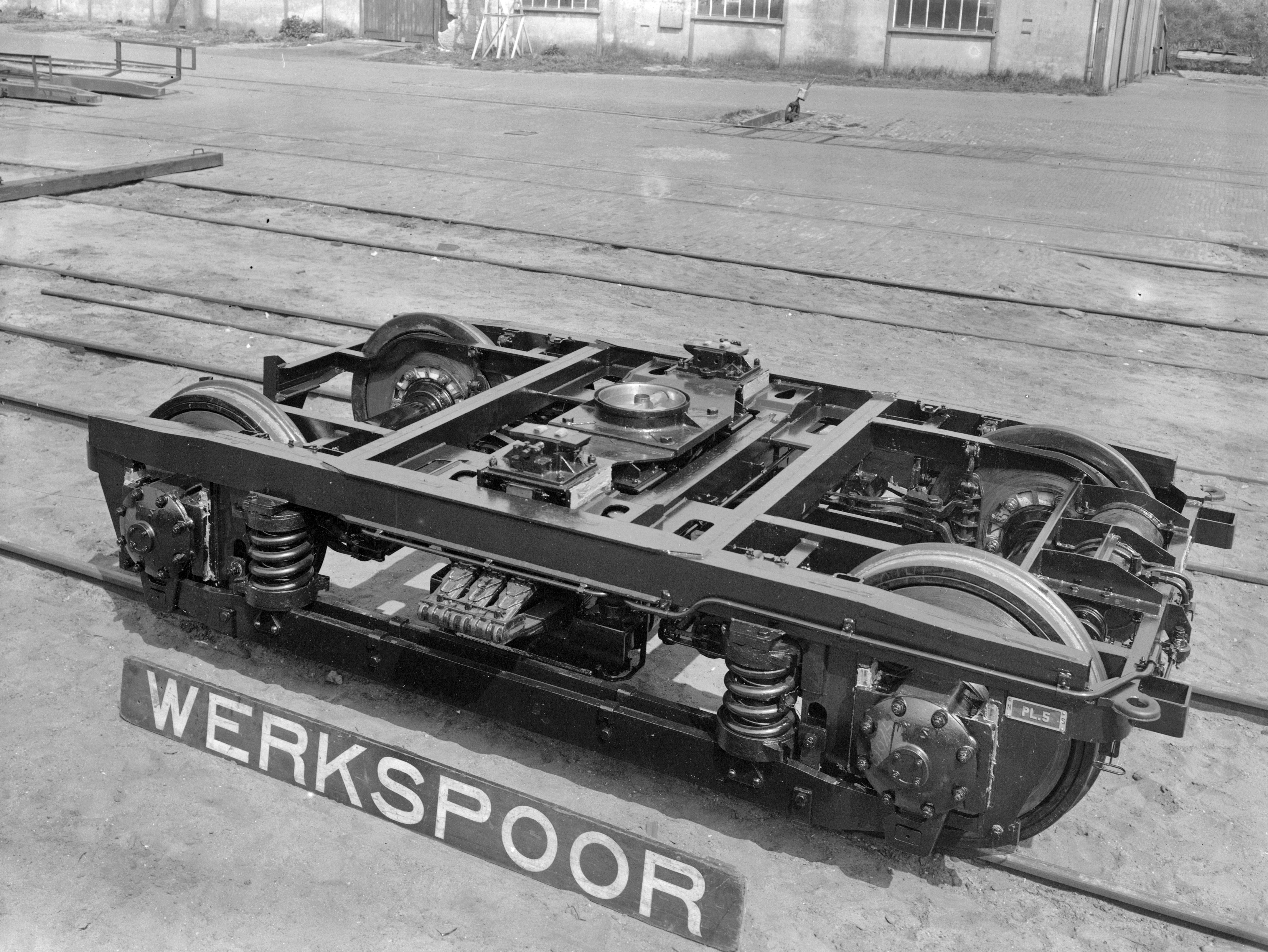
Bogie porteur.
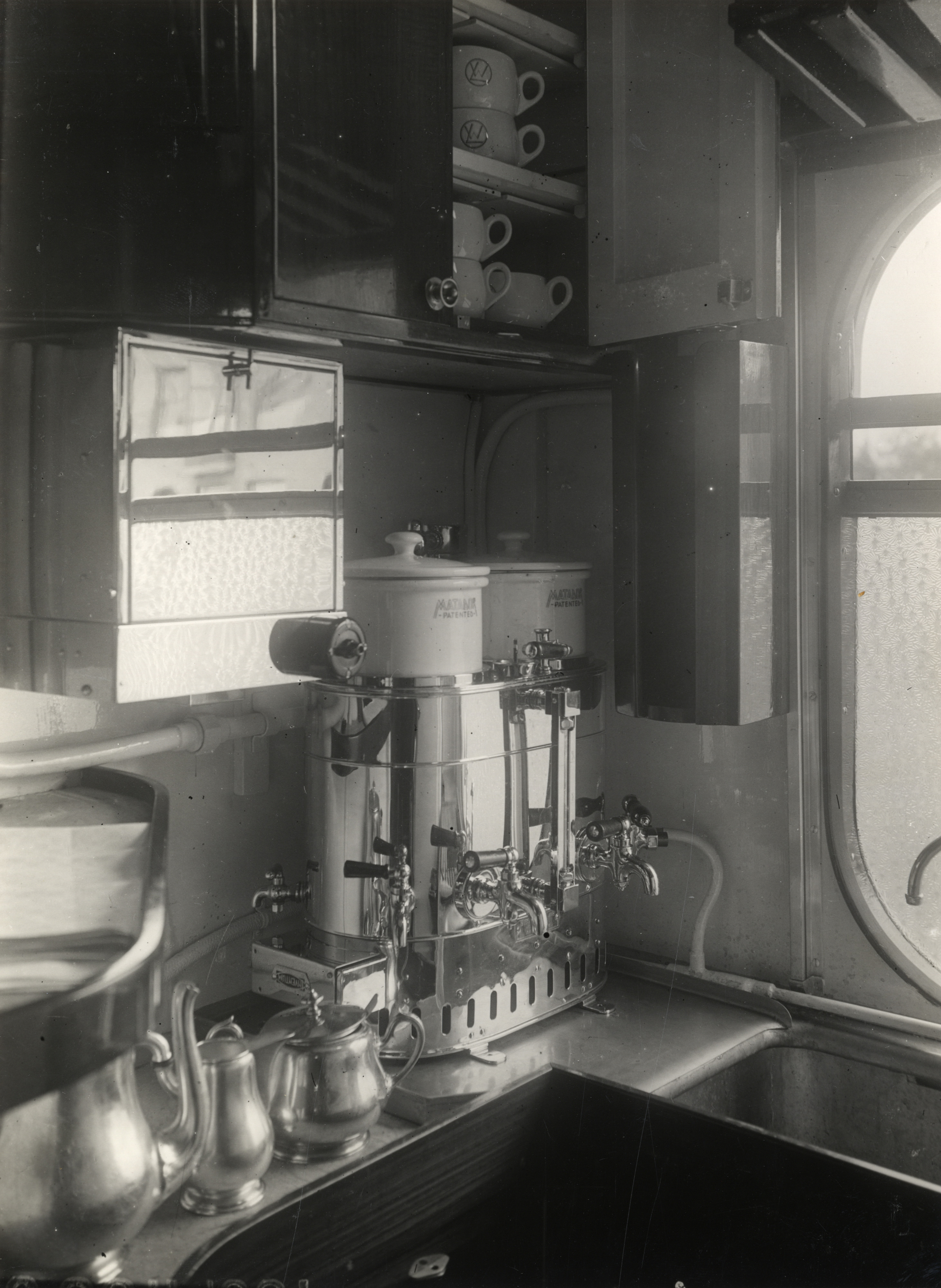
Cuisine d'une motrice Bk.
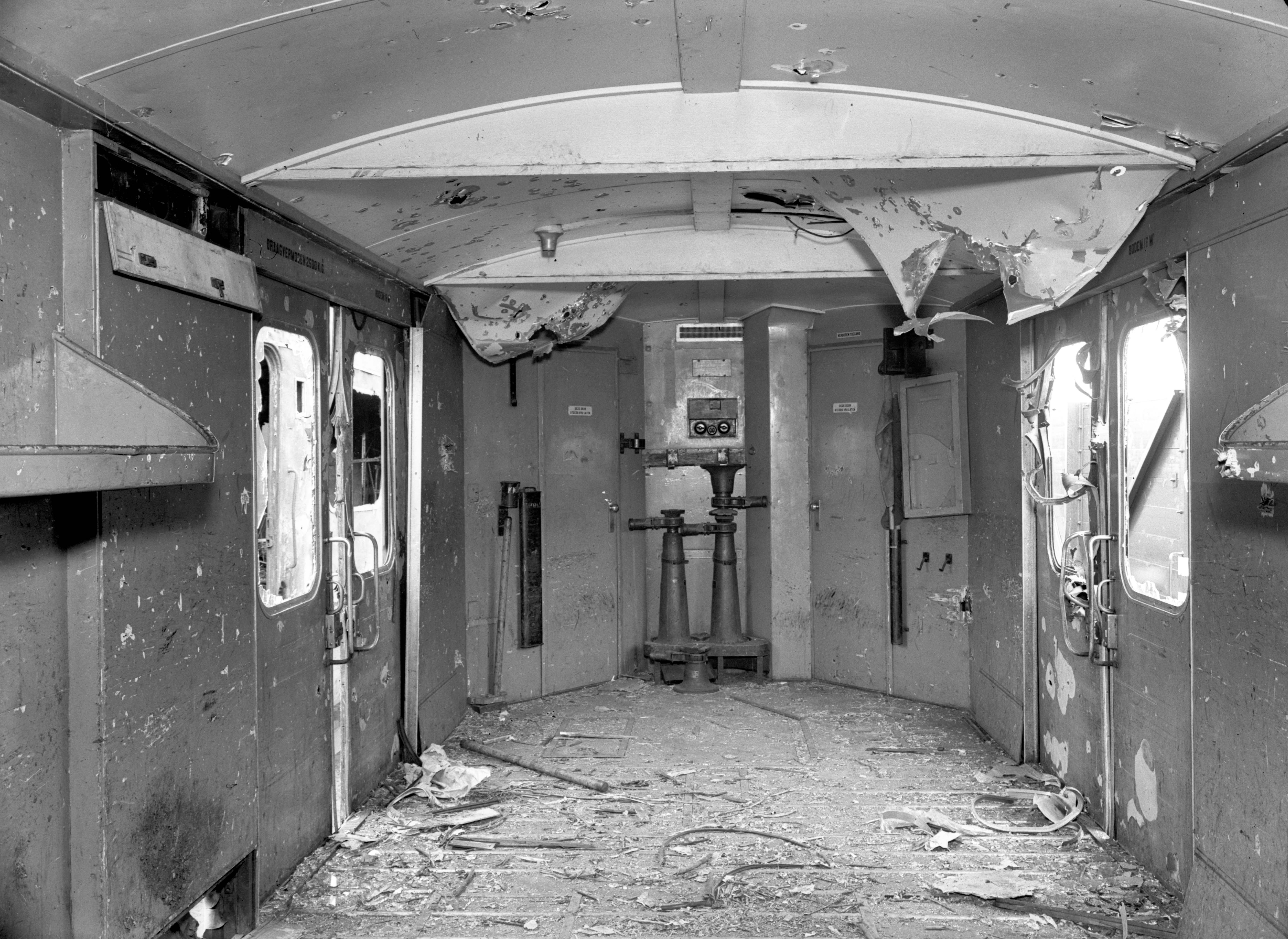
Compartiment à bagages (en 1945).

### Services effectués
Elles sont engagées sur les lignes du middennet qui sont électrifiées à la fin des années 1930 (Amsterdam - Utrecht, Rotterdam - Utrecht, Utrecht - Eindhoven, Amsterdam - Arnhem et Gouda - La Haye) et circulent également entre Amsterdam et Rotterdam[réf. souhaitée]. Leur entrée en service entraîne la relégation vers d'autres lignes des rames de voitures à portières latérales tractées par des locomotives à vapeur, mais aussi des autorails Mat '34 affectés aux express. La ligne d'Arnhem à Nimègue est à son tour mise sous tension en 1940.
On les voit aussi sur la ligne Rotterdam (Hofplein) (nl) - La Haye (Hollandsch Spoor) - Schéveningue (nl) (Hofpleinlijn) en complément des rames ex-ZHESM de 1908 et sur les lignes vers Ijmuiden et Zandvoort où circulent des Blokkendoos.
Les nouvelles automotrices Mat '40 devaient entrer en service sur la ligne d'Amsterdam à Amersfoort mais la Seconde Guerre mondiale perturbe ces plans.
Les quelques rames doubles encore dans cette configuration après la guerre serviront sur la Hofpleinlijn et aux côtés de Mat '35 sur la ligne vers Hoek van Holland.

### Seconde guerre et transformations

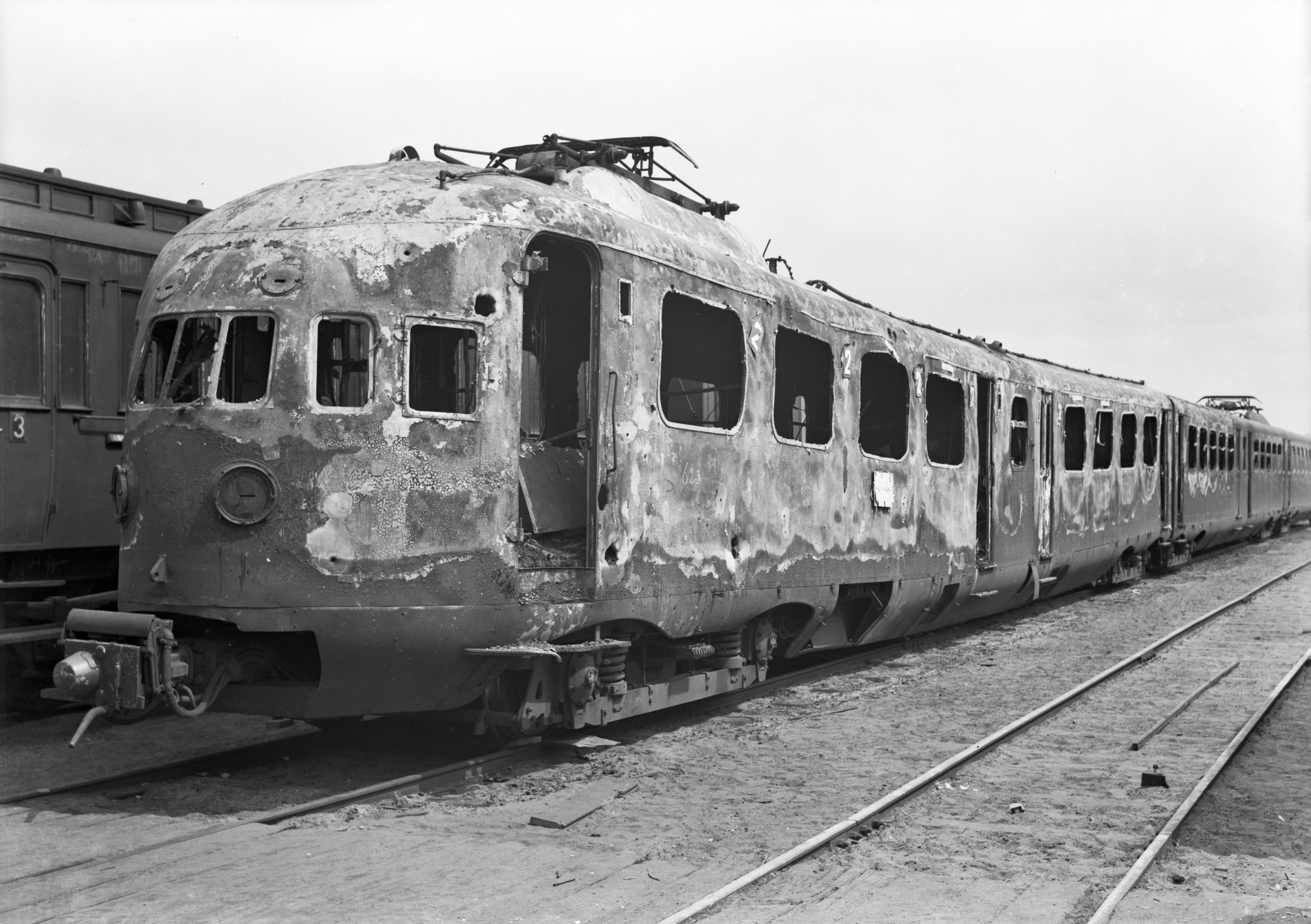
La rame 623 incendiée en 1944.

La rame triple 619 est victime du bombardement de Rotterdam le 14 mai 1940 et radiée. La 636 est victime en 1942 d'une collision accidentelle et reçoit deux nouvelles voitures CDk et Ce dont quelques détails de construction différent.
Durant les premières années d'occupation, la circulation des trains électriques se poursuit. Le manque de capacité à bord pousse la direction des NS à doter les rames Mat '36 d'une remorque supplémentaire.
L'ajout d'une remorque aux Mat '36 longues avait été prévu d'emblée en raison de leur ratio poids-puissance et une commande pour 37 remorques a été passée en 1940. Elles sont ajoutées avant la fin de l'année 1942. Désignées simplement C, les nouvelles remorques ont la même disposition intérieure de 80 sièges de troisième classe mais se distinguent par l'absence de pantographe et par l’emploi de portes différentes. Les rames conservent leurs numéros d'origine mais sont désignées ElD4.
En 1941-1942, 29 rames courtes de la sous-série 235 à 263 sont dotées d'une remorque centrale avec bogie Jacobs fabriquée par Werkspoor. Désignées CDo, ces remorques ont un grand compartiment à bagages de 16 m2 et une cuisine d'un côté du petit vestibule central avec une salle de 32 places et un second vestibule de l'autre. En raison de l'absence de couloir à travers le compartiment à bagages, une toilette est positionnée à cette extrémité de la remorque, du côté de la motrice Ck. Ces rames triples, El3, sont renumérotées 401 à 429 et perdent en capacité d’accélération. Il est envisagé d'étendre la transformations aux 24 automotrices restantes mais les privations liées au conflit ne le permettent pas. Au début de l'année 1944, les NS décident de commander quinze rames quadruples à châssis long supplémentaires qui ne seront toutefois jamais construites.
Les bombardements massifs, prélude aux opérations de libération de l'Europe occupée, touchent sévèrement les chemins de fer des Pays-Bas. Plusieurs rames sont détruites et d'autres, à l'équipement hors d'usage ou privées de caténaire, sont tractées par des locomotives à vapeur. Après la grève des cheminots hollandais en 1944, forçant les Allemands à employer leurs propres cheminots, et l'évacuation du reste du Pays par les troupes du Reich, de nombreuses automotrices ont disparu en Allemagne ou en Europe de l'Est. Celles des zones d'occupation soviétiques ne seront en principe jamais restituées.
Les 212, 215, 227, 230, 232-233, 401, 404-405, 410, 412, 421, 425 à 428, 602, 615, 617, 620, 624, 632 disparaissent à la fin de la guerre tandis que les 603, 607, 611, 618 et 623, irréparables, sont ferraillées aux Pays-Bas après prélèvement des éléments utilisables à la remise en état du reste de l'effectif. Une rame quadruple formée de deux motrices CDK (dont une pour les voyageurs de 2e classe) circulera de 1945 à 1949. Grâce à l'échange de voitures d'une rame à l'autre, plusieurs Mat '36 endommagées peuvent reprendre leur carrière et deux rames additionnelles sont recréées : la 640, composée de remorques des rames 603, 607, 616 et 610/620 et la 461, une rame triple à trois voitures longues réutilisant les motrices des 607 et 610 combinées avec la remorque C de la 613 et dépourvue de remorque Ce. Seule de son espèce, cette rame triple à châssis long est fréquemment utilisée pour des trains spéciaux notamment les tournées de l'Orchestre royal du Concertgebouw et gagne le surnom de concertbak,. Intacte mais sans possibilité d'utilisation, la motrice Bk de la 627 est ferraillée en 1951.
En 1949, afin de compenser à moindre frais la destruction de matériels modernes pendant la guerre, les NS transforment 13 rames courtes supplémentaires en rames triples en faisant construire de nouvelles remorques centrales. Ces dernières n'ont pas de compartiment à bagages et comptent deux salles de respectivement 32 et 24 places avec de petites plateformes aux extrémités et une grande plateforme au centre donnant sur deux toilettes. La construction des nouvelles rames doubles Mat' 46 débute la même année et les NS ne réaliseront pas de rames triples supplémentaires.
En 1950, il ne reste que :
- quatre rames doubles qui troquent leurs anciens numéros (entre 214 et 224) pour la séquence 211-214 ;
- dix-neuf rames triples courtes de 1942 qui prennent de nouveaux numéros 401-419 ;
- les treize rames triples de 1949 à châssis court, 441 à 453 ;
- la 461, ex-série 600 ;
- les vingt-cinq rames quadruples survivantes, renumérotées 601-625 ; la 602 étant l'ex-640 reconstituée et la nouvelle 607 étant la 636 reconstruite en 1942.

La 234 revient de Pologne en 1951. L'année suivante, elle est remise en service et immatriculée 215.
Sorties d'usine en livrée vert foncé avec une paire de bandes rouges sur les faces avant, elles reçoivent à partir de 1960 une livrée vert moyen avec moustaches beiges ajourées et remplacement des liserés rouges par du beige sur les faces latérales. À partir de 1956, certaines rames combinaient l'aspect d'origine avec le nouveau ton de vert et, en 1958, quelques El3 et ElD4 ont reçu une livrée transitoire avec une moustache d'une pièce et des liserés rouges sur les flancs.

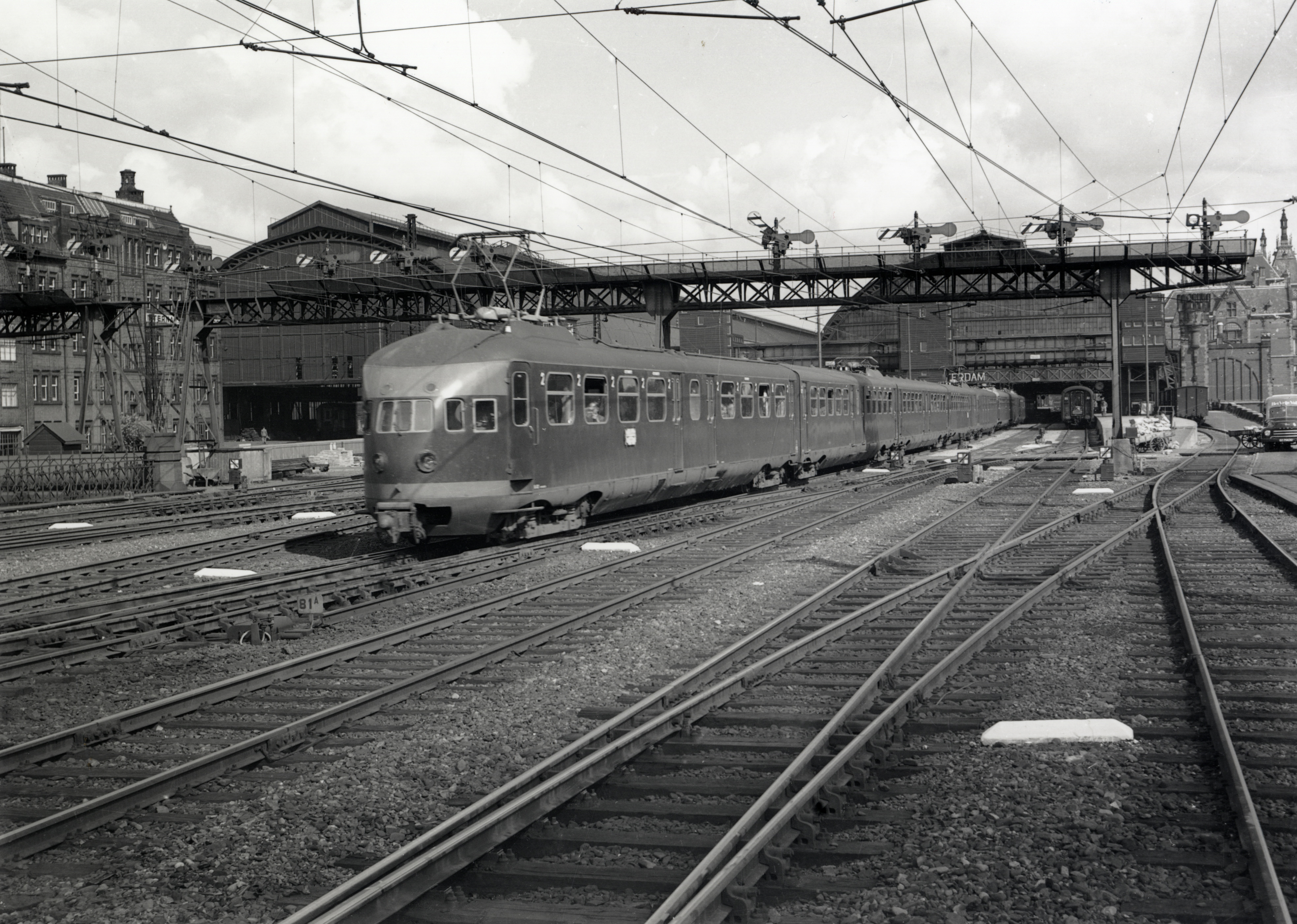
Départ d'un long train d'Amsterdam-Central comportant une rame quadruple et une remorque postale.
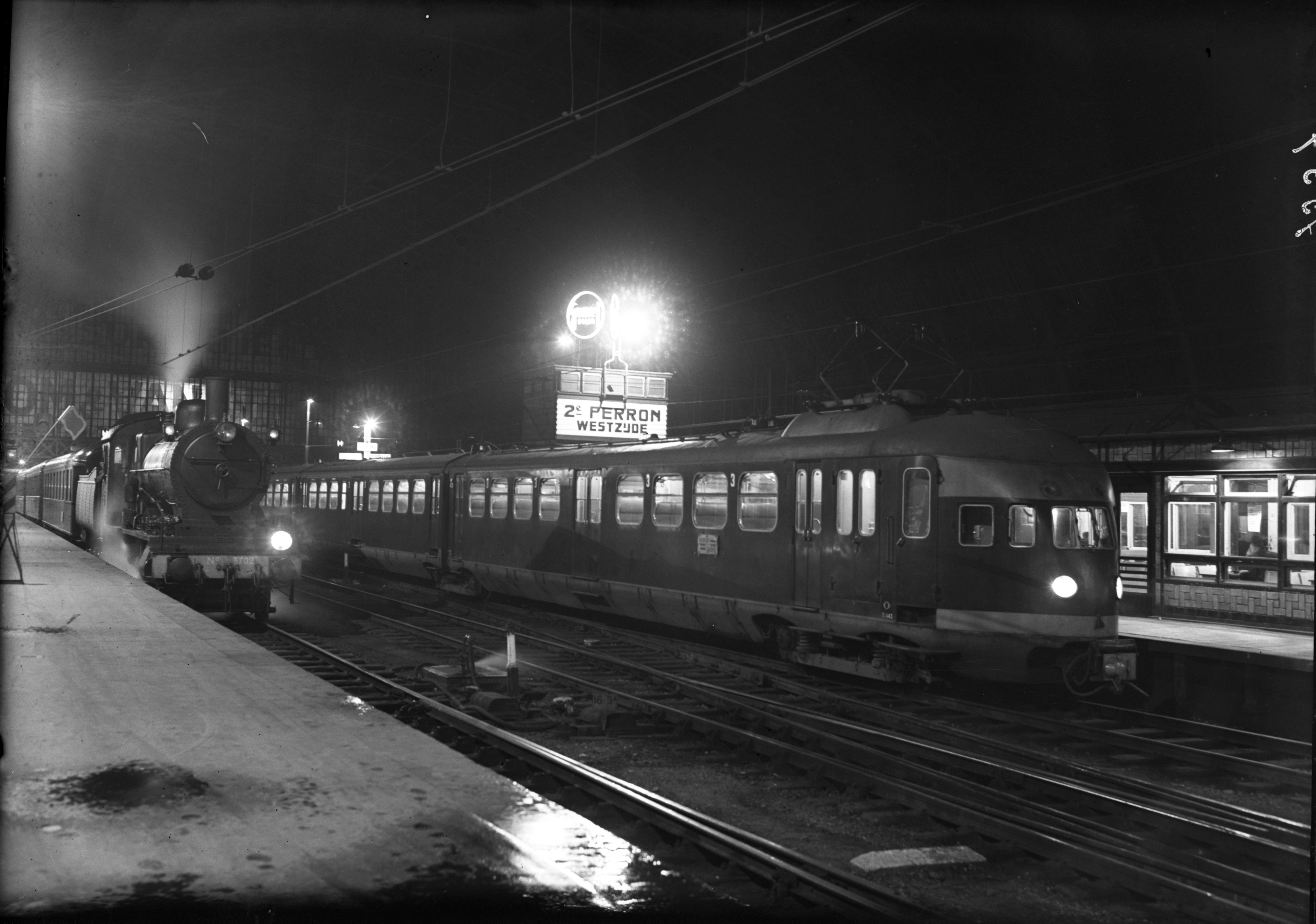
Une rame triple (version 1949) et un locomotive à vapeur à Amsterdam (1950).
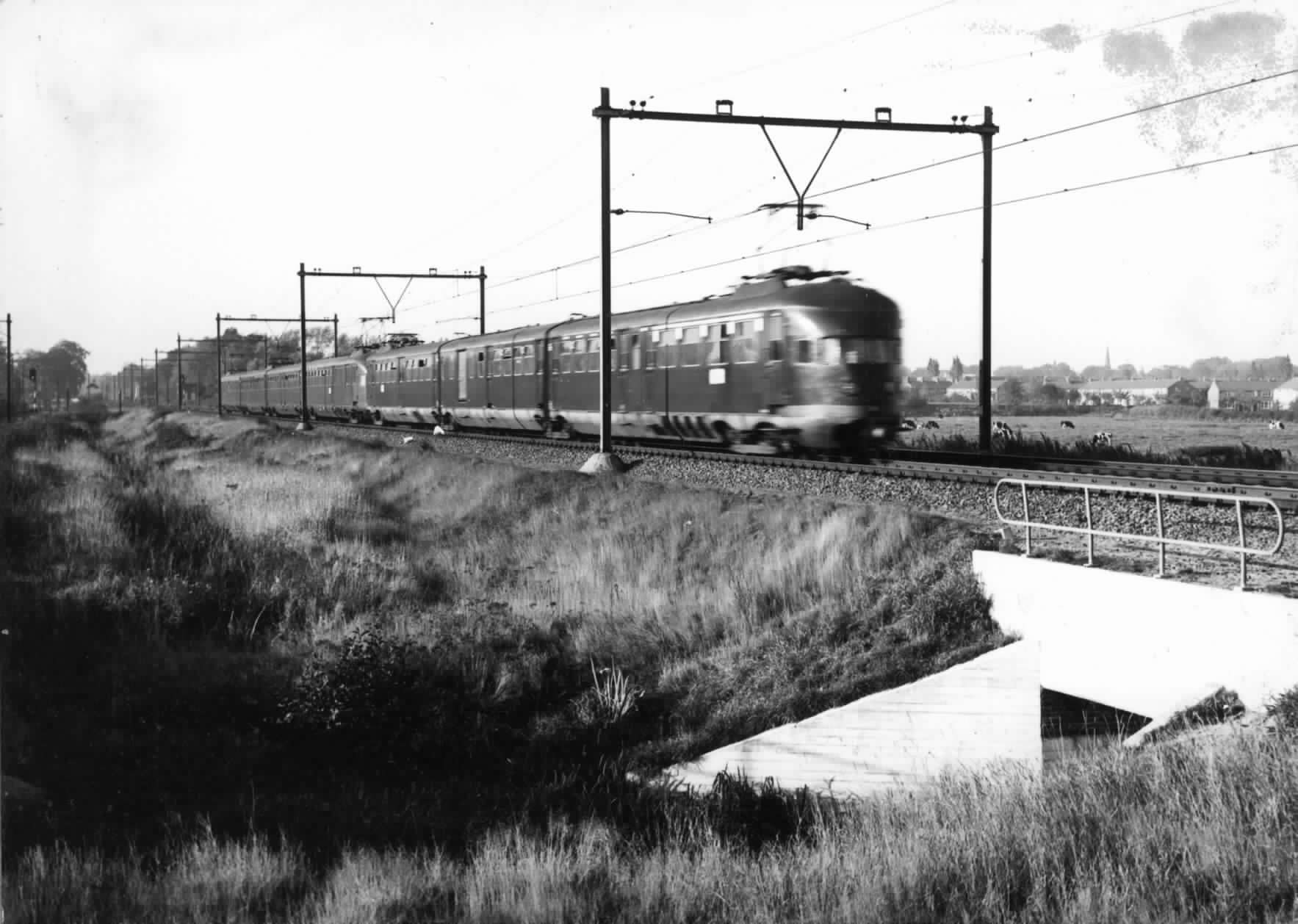
Rame triple (version 1942) et rame quadruple (1962).
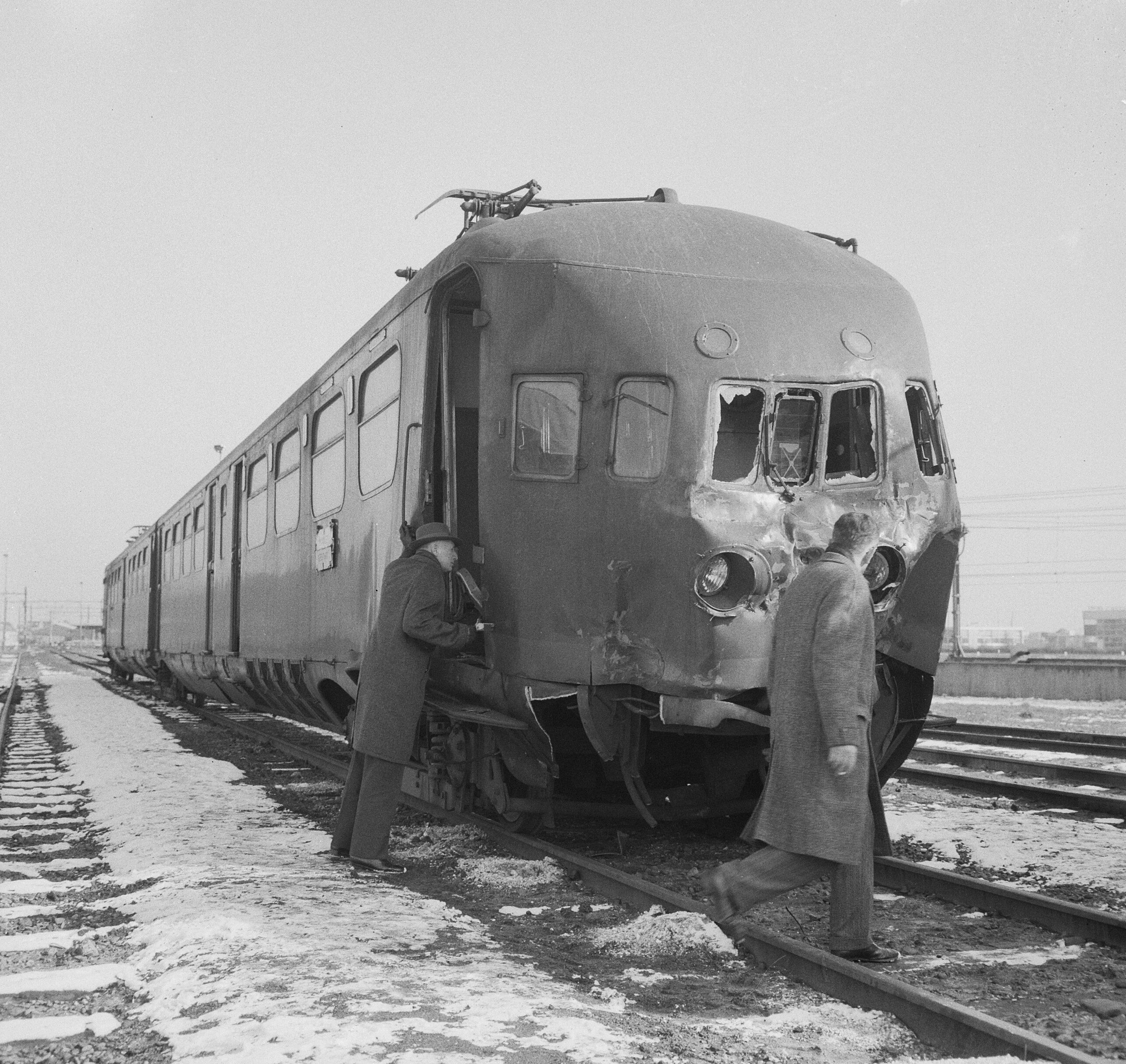
Fin de parcours pour la 212 accidentée (1965).

### Fin de carrière et préservation
L'arrivée de nouvelles automotrices et de matériel pour rames tractées dans les années 1950 entraîne le retrait des automotrices électriques de seconde génération (Mat '35 à 40).
Les rames doubles sont retirées du service entre 1959 et 1965. La série 400 de 1960 à 1968 et la série 440 entre 1962 et 1967. Les rames série 600 s'effacent de 1964 à 1970.
La mise en service des premières automotrices Plan V créant un conflit de numérotation avec les quelques éléments de la série 401-419 encore à l'inventaire, ces dernières sont renumérotées 437-440 en 1966.
Toutes les rames longues et les remorques intermédiaires ont été ferraillées.
La 619, radiée en 1966, a été louée à la firme Grasso comme showroom ambulant pour ses pompes et compresseurs. Baptisé « Perslucht Express » (le Train de l'Air comprimé), cette rame réduite à trois éléments peints en orange avec de grands logos est finalement démolie en 1967. Elle était tractée par une locomotive pour ses déplacements.
La rame 440, ex-418, a échappé à la démolition en étant sélectionnée pour des essais d'équipement électrique. Parquée à Maastricht en 1972, la dernière des rames électriques aérodynamiques d'avant-guerre est finalement rachetée en 1979 par l'association STIBANS et retrouve son numéro d'origine 252. Exposée statique sans sa remorque centrale qui n'existe plus, elle est restaurée en livrée d'origine, puis repeinte en livrée de 1960 et formellement rachetée vers 2010 par le Musée national des chemins de fer néerlandais à Utrecht. Elle y est exposée en livrée d'origine.

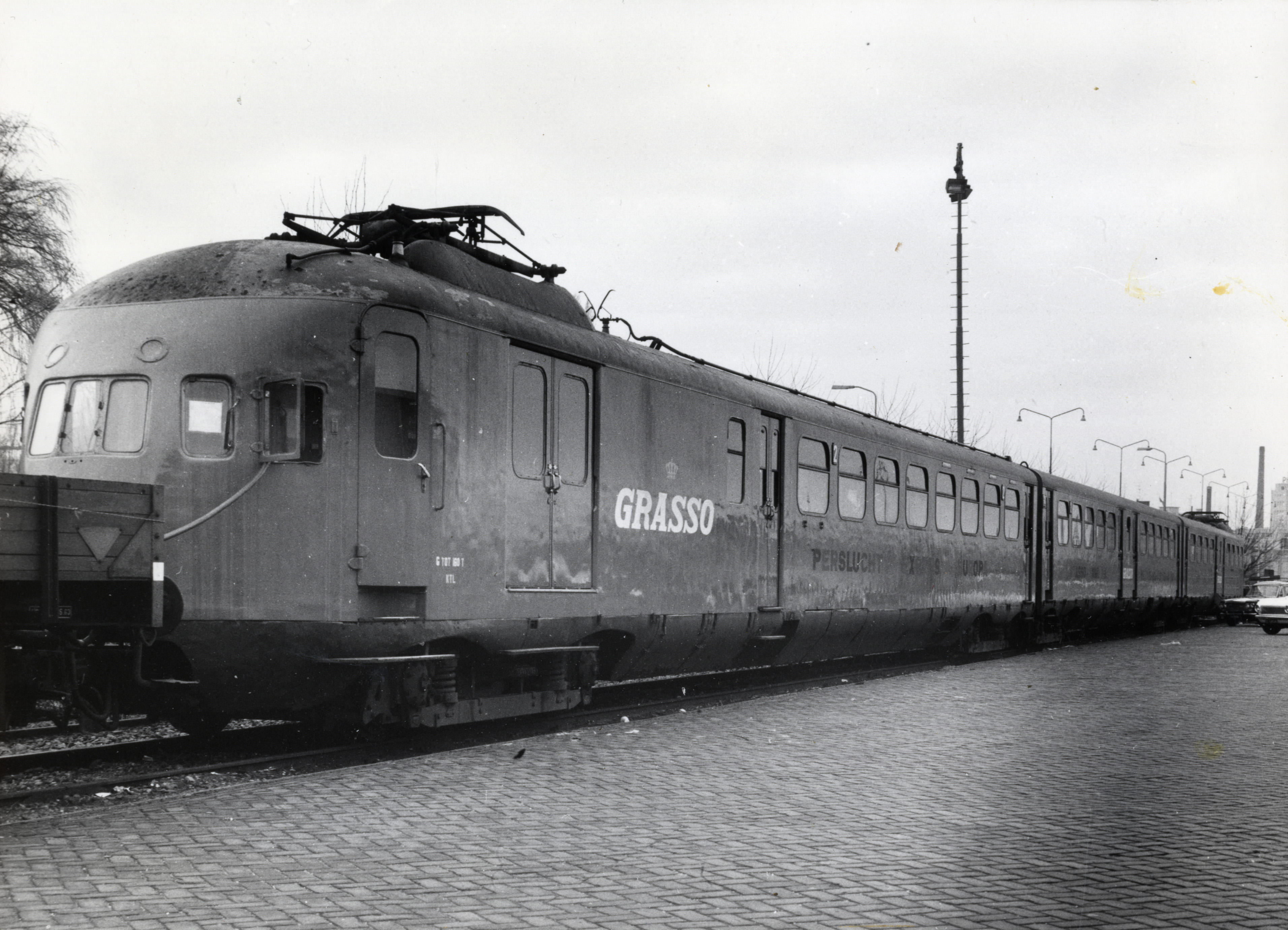
La rame « Perslucht Express ».
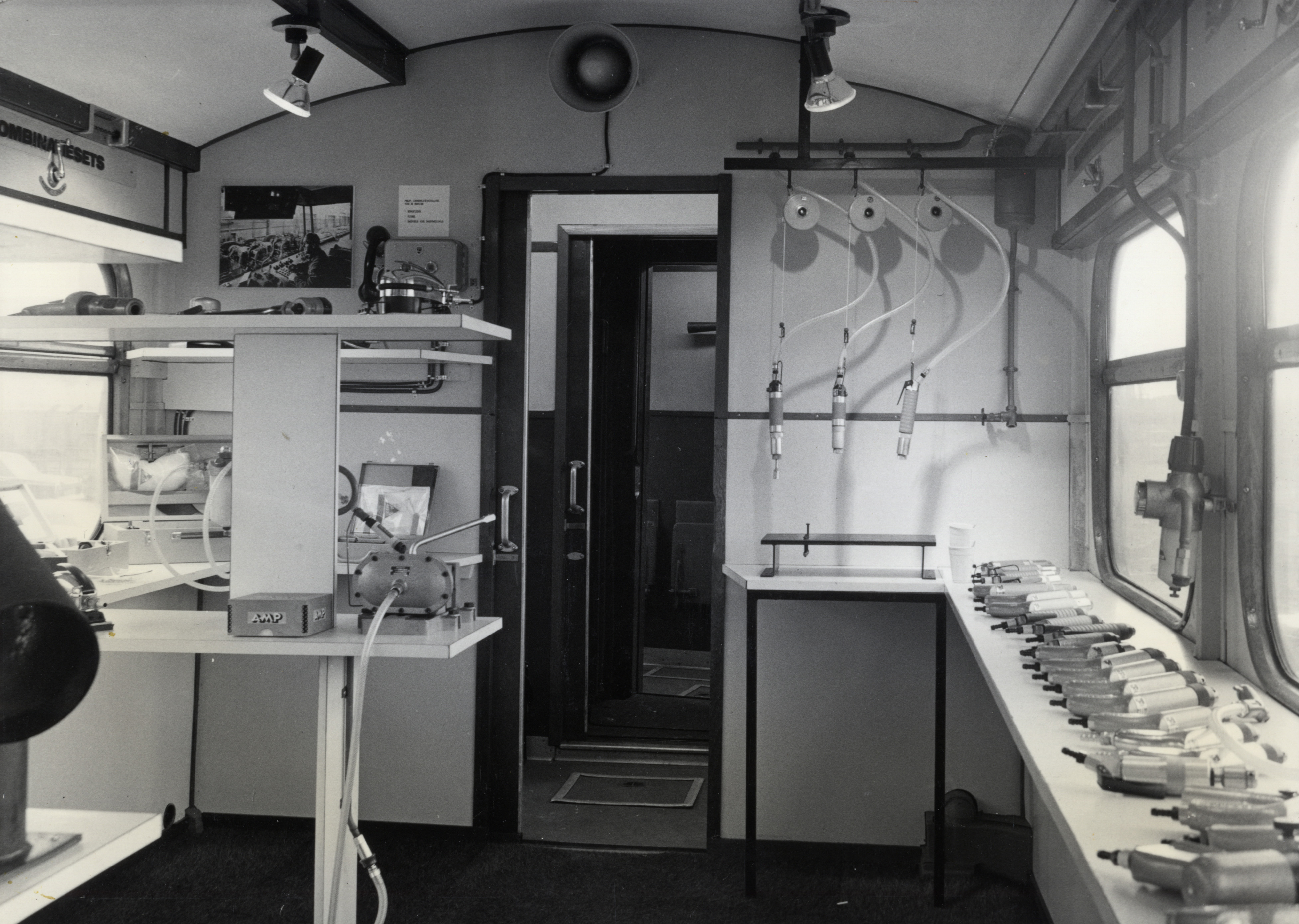
Intérieur du « Perslucht Express ».
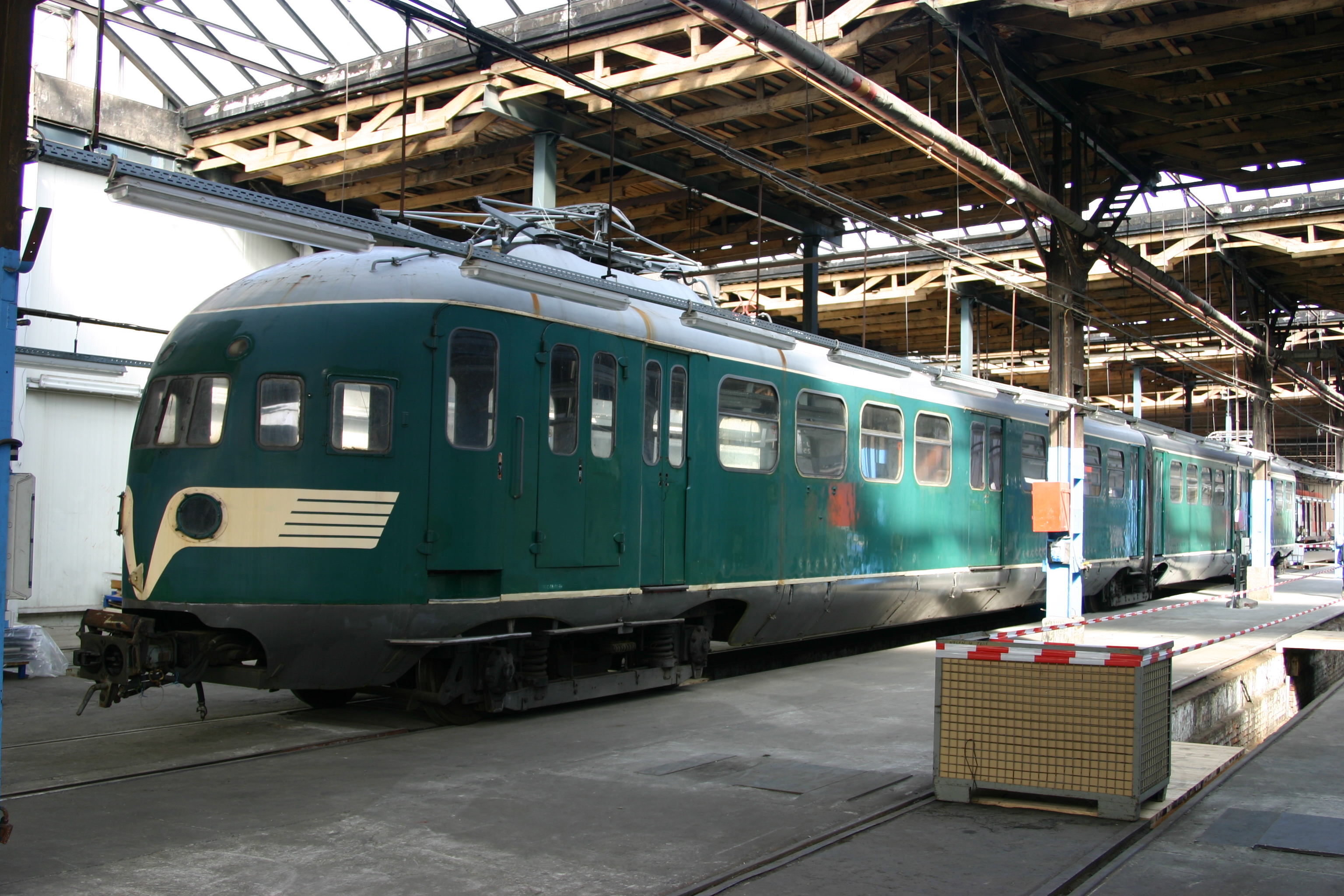
La 252 en 2008.
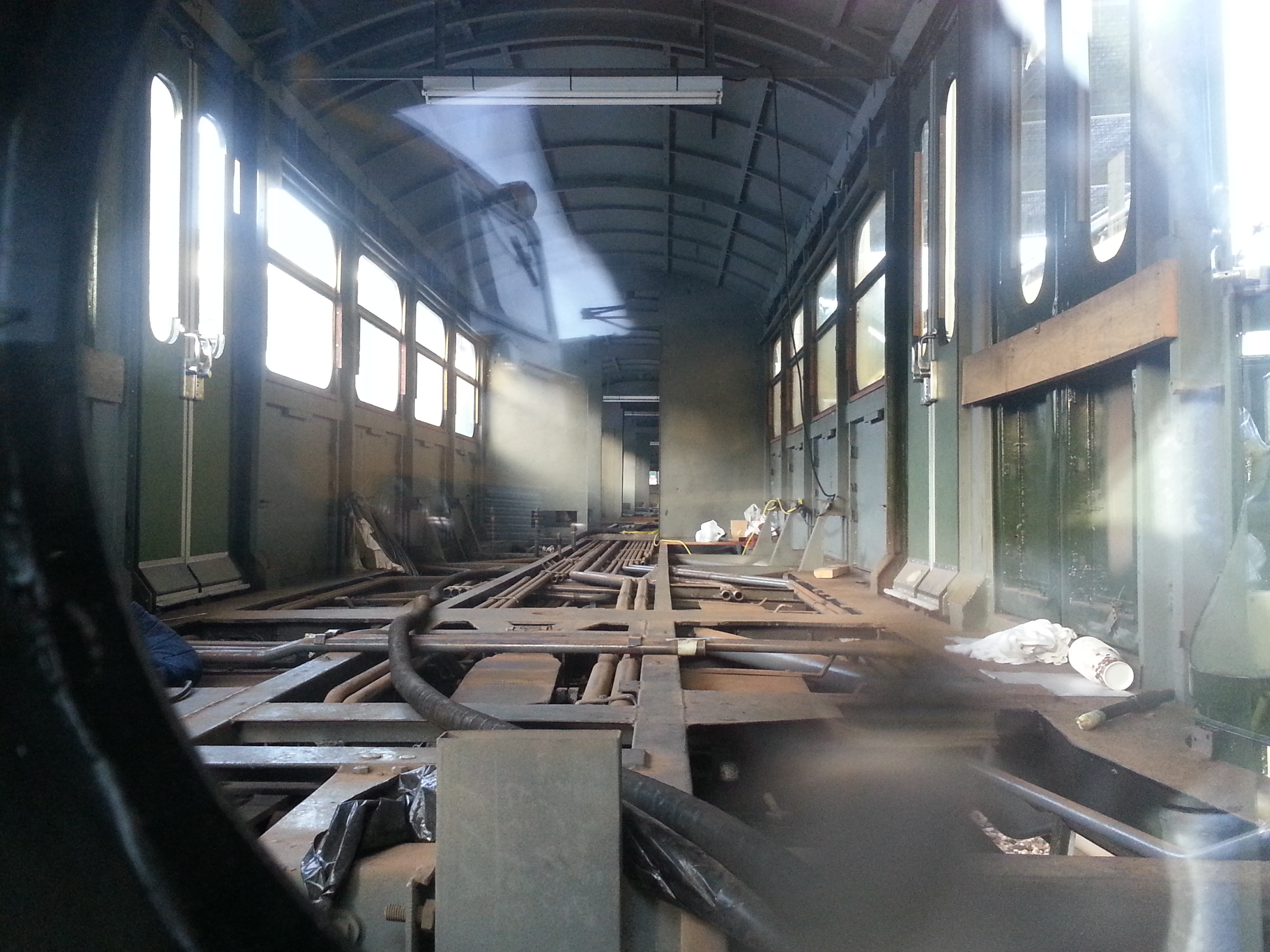
Intérieur vide en 2012.
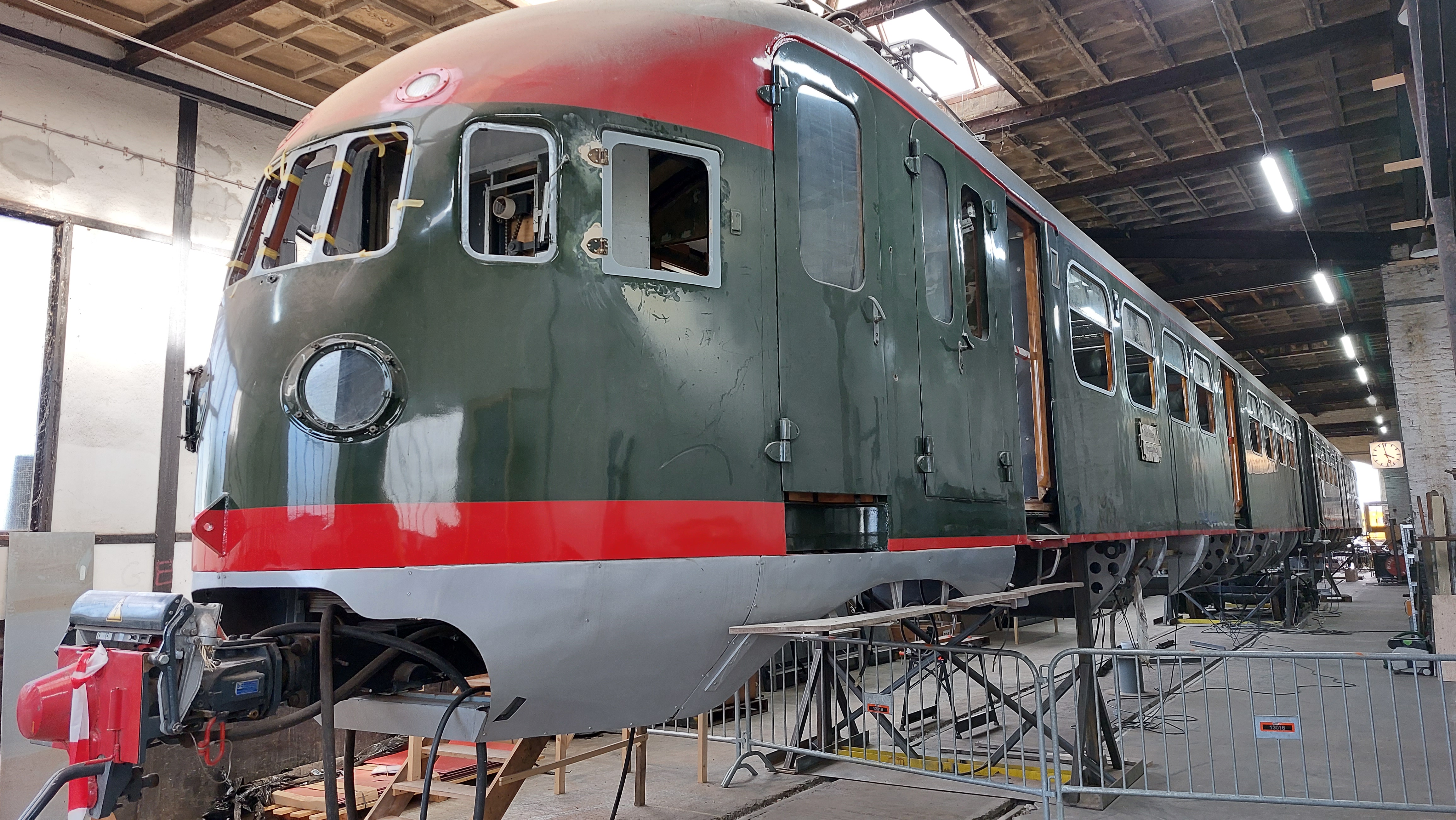
Nouvelle restauration en 2022.